# Konditorei

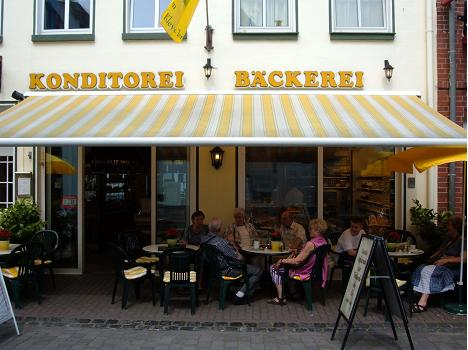
Une -boulangerie à Xanten (Allemagne).

Soldats dans une de Pontresina (Suisse) entre 1914 et 1918.

Une Konditorei [ˌkɔnditoˈʀaɪ̯] , au pluriel Konditoreien [ˌkɔnditoˈʀaɪ̯ən], de l'allemand Konditor, « pâtissier », parfois francisé en conditoire, est un type d'établissement où sont vendues et servies des pâtisseries ainsi que des boissons chaudes (café, chocolat chaud, thé) ou froides, à la manière très proche d'un salon de thé. Ce type de commerce est très populaire et se rencontre en Allemagne, en Autriche, en Suisse alémanique et en Israël.
Les pâtisseries servies sont typiquement des gâteaux à la crème, des strudels, des mignardises, etc., ainsi que des tartes et des glaces pour les établissements les plus grands. Leurs horaires d'ouverture vont généralement du milieu de la matinée à la fin de l'après-midi.

### Vidéographie
- [vidéo] « Le bonnet jacobin, la "Konditorei" et le mot "krass" » sur Arte, 2011, 7 min, France